# Claus Thomsen (Fußballspieler)
Claus Thomsen (* 31. Mai 1970 in Aarhus) ist ein ehemaliger dänischer Fußballspieler. Der Abwehrspieler wurde vorrangig als Innenverteidiger eingesetzt.

## Karriere

### Verein
Thomsen startete seine Karriere als Profi in seiner Geburtsstadt beim Aarhus GF in der dänischen höchsten Liga. Mit Aarhus gewann er 1992 den dänischen Fußballpokal durch einen 3:0-Finalsieg gegen B 1903 Kopenhagen. Durch seine Leistungen wurden unterschiedliche europäische Vereine auf ihn aufmerksam; ein Wechsel zu Celtic Glasgow scheiterte. 1994 wechselte Thomsen nach England zu Ipswich Town, später zum FC Everton in die Premier League. 1998 wechselte er für ein halbes Jahr zum AB Kopenhagen nach Dänemark. Seine letzte Profistation war der VfL Wolfsburg in der Bundesliga. Nach einer Reihe von Verletzungen beendete er 2002 seine Karriere.

### Nationalmannschaft
Thomsen spielte in Jugendauswahlmannschaften Dänemarks. Mit der U-21 nahm er 1992 an den olympischen Sommerspielen 1992 in Barcelona teil, er war Kapitän seiner Auswahl. 1995 debütierte er in der A-Nationalmannschaft und nahm 1996 unter Trainer Richard Møller Nielsen an der Europameisterschaft teil. Thomsen wurde in allen drei Spielen eingesetzt, konnte das Aus in der Gruppenphase auch nicht verhindern.